# Juana Marta Rodas
Juana Marta Rodas (Itá (Central), 8 februari 1925 - 8 augustus 2013) is een Paraguayaans kunstenaar. Ze is bekend om haar keramiekkunst.

## Levensloop
Rodas leerde vanaf haar negende keramiekkunst van haar moeder Juana de Jesús Oviedo en grootmoeder María Balbina Cuevas. Zelf gaf ze het vak door aan haar dochter Julia Isídrez met wie ze decennialang exposeerde in binnen- en buitenland. Samen werden ze meermaals internationaal onderscheiden.
Rodas' werk behoort tot de moderne kunst en kenmerkt zich door een combinatie van het traditionele, voorkoloniale pottenbakken van het platteland, met exotische, Jezuïtische en hedendaagse technieken. Haar werk werd door schrijfster en kunstenaar Josefina Pla in  haar boek La cerámica popular Paraguaya getypeerd als "micro-beeldhouwkunst".
Kunstcriticus en hoogleraar Ticio Escobar vat het werk van Rodas en Isídrez samen als "een van de sterkste en meest originele getuigenissen van de tegenwoordige Paraguayaanse kunst en een eerbetoon aan de edele kunstgeschiedenis van het land". Haar werk bevindt zich in privé-collecties, culturele centra en musea in binnen- en buitenland.

## Exposities
Het werk van Rodas en Isídrez werd vertoond op vele exposities in binnen- en buitenland, waaronder:
- 1976. Galerie van de UNESCO, Parijs
- 1992 en 1993: Galerie Fábrica, Asunción
- 1994: Salon van de Biënnale Martel, Cultureel Stadscentrum, Asunción
- 1995: Galerie Lamarca, Asunción
- 1995: Centrum van Visuele Kunst- Museo del Barro, Asunción
- 1996: Galerie Fábrica, Asunción
- 1997: Galerie Lamarca, Asunción
- 1998 en 1999: Centrum van Visuele Kunst - Museo del Barro, Asunción
- 1999: Biënnale van de Mercosur, Porto Alegre
- 2007: 16e internationale jaarbeurs ARte COntemporáneo (ARCO), Madrid
- 2008: 35e Internationale Tentoonstelling van Traditionele Kunst, Katholieke Universiteit van Chili, Santiago
- 2009: Museum van Hedendaagse Ambachtskunst, Triënale van Chili, Santiago

## Onderscheidingen
Rodas en Isídrez werden gezamenlijk meermaals onderscheiden voor hun werk:
- 1994: Grote Prijs, Biënnale van Martel voor Beeldende Kunst, Cultureel Stadscentrum, Asunción
- 1998: Prijs van de stad Madrid
- 1999: Prins Claus Prijs
- 1999: Prijs voor de Beste Handwerkskunstenaar, van de UNESCO, het Departement Central en de vereniging Hecho a Mano
- 2001: Eerste Prijs in Traditionele Kunst, Cooperativa Universitaria
- 2008: Lorenzo Berg Salvo-prijs, Katholieke Universiteit van Chili, Santiago
- 2009: Grootkruis van de Nationale Orde van Verdienste, Frankrijk